# Vysočina (odrůda jablek)

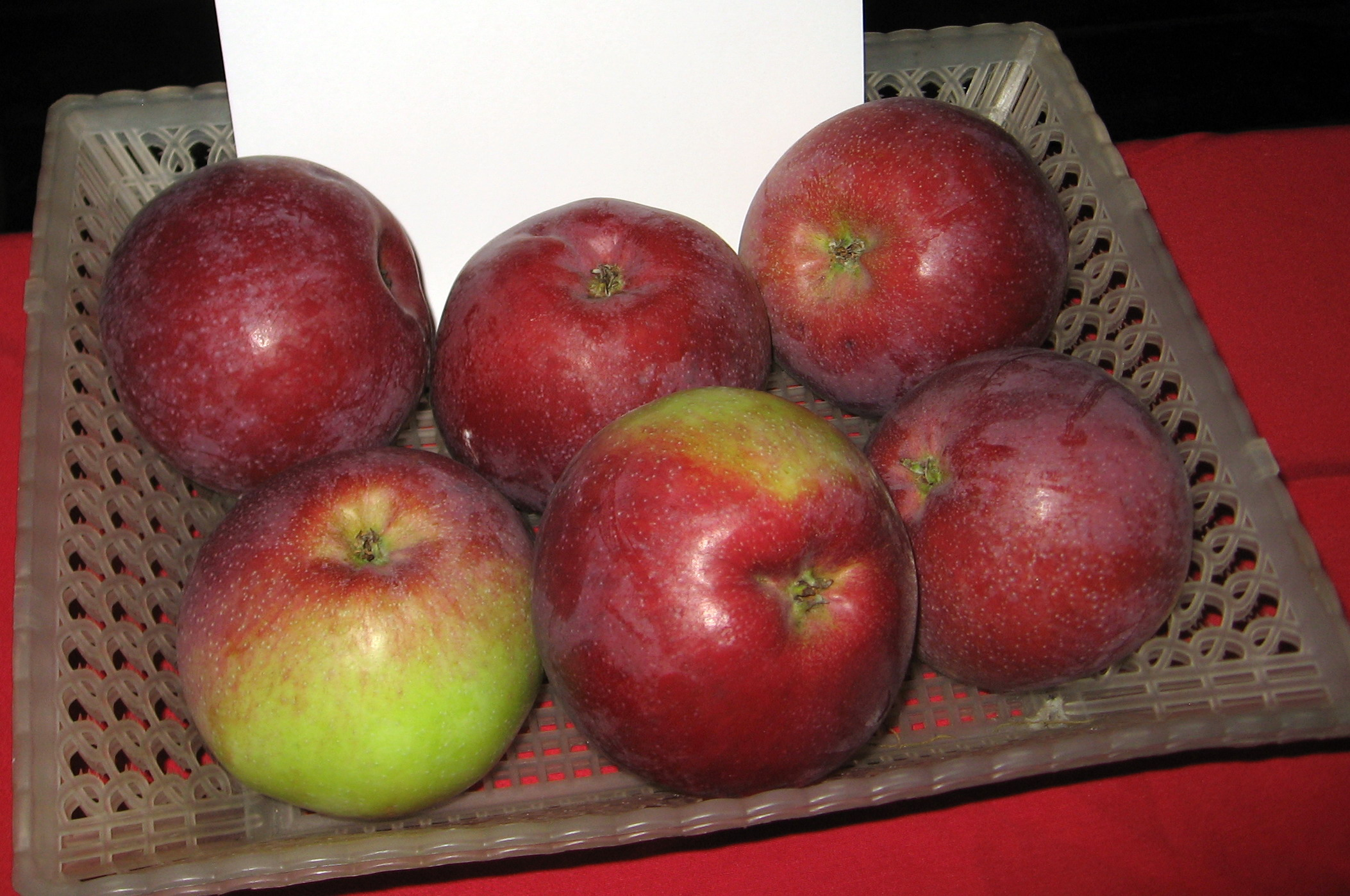

Vysočina (Malus domestica 'Vysočina') je ovocný strom, kultivar druhu jabloň domácí z čeledi růžovitých. Plody jsou řazeny mezi podzimní odrůdy jablek, sklízí se v září, dozrávají v říjnu, skladovatelné jsou do listopadu.

## Historie

### Původ
Byla vyšlechtěna v ČR, v roce 2008, v šlechtitelské stanici v Holovousích. Odrůda vznikla zkřížením odrůd HL 75-26-8 a mutace odrůdy McIntosh.

## Vlastnosti

### Růst
Růst odrůdy je zpočátku bujný až střední. Koruna má spíše rozložitý habitus. Řez a letní řez je velmi vhodný. Odrůda plodí na krátkých letorostech.

## Plodnost
Plodí záhy, středně a pravidelně.

## Plod
Plod je ploše kulovitý, střední až velký. Slupka hladká, žlutozelené zbarvení je z velké části překryté červenou barvou ve formě rozmytého zbarvení a slabého žíhání. Dužnina je bílá se sladce navinulou, dobrou chutí.

## Choroby a škůdci
Odrůda je rezistentní proti strupovitosti jabloní a velmi odolná k padlí.

## Použití
Je vhodná k rychlému zpracování a přímému konzumu. Odrůdu lze použít do všech poloh. Odrůdu lze pěstovat bez chemické ochrany. Jde o rezistentní odrůdu se zlepšenými chuťovými vlastnostmi.